# Maisoncelle-Saint-Pierre
 Maisoncelle-Saint-Pierre  es una población y comuna francesa, en la región de Picardía, departamento de Oise, en el distrito de Beauvais y cantón de Nivillers.

## Demografía
| 134 | 125 | 122 | 141 | 143 | 141 |
| Para los censos de 1962 a 1999 la población legal corresponde a la población sin duplicidades (Fuente: INSEE [Consultar]) |     |     |     |     |     |